# Сотол

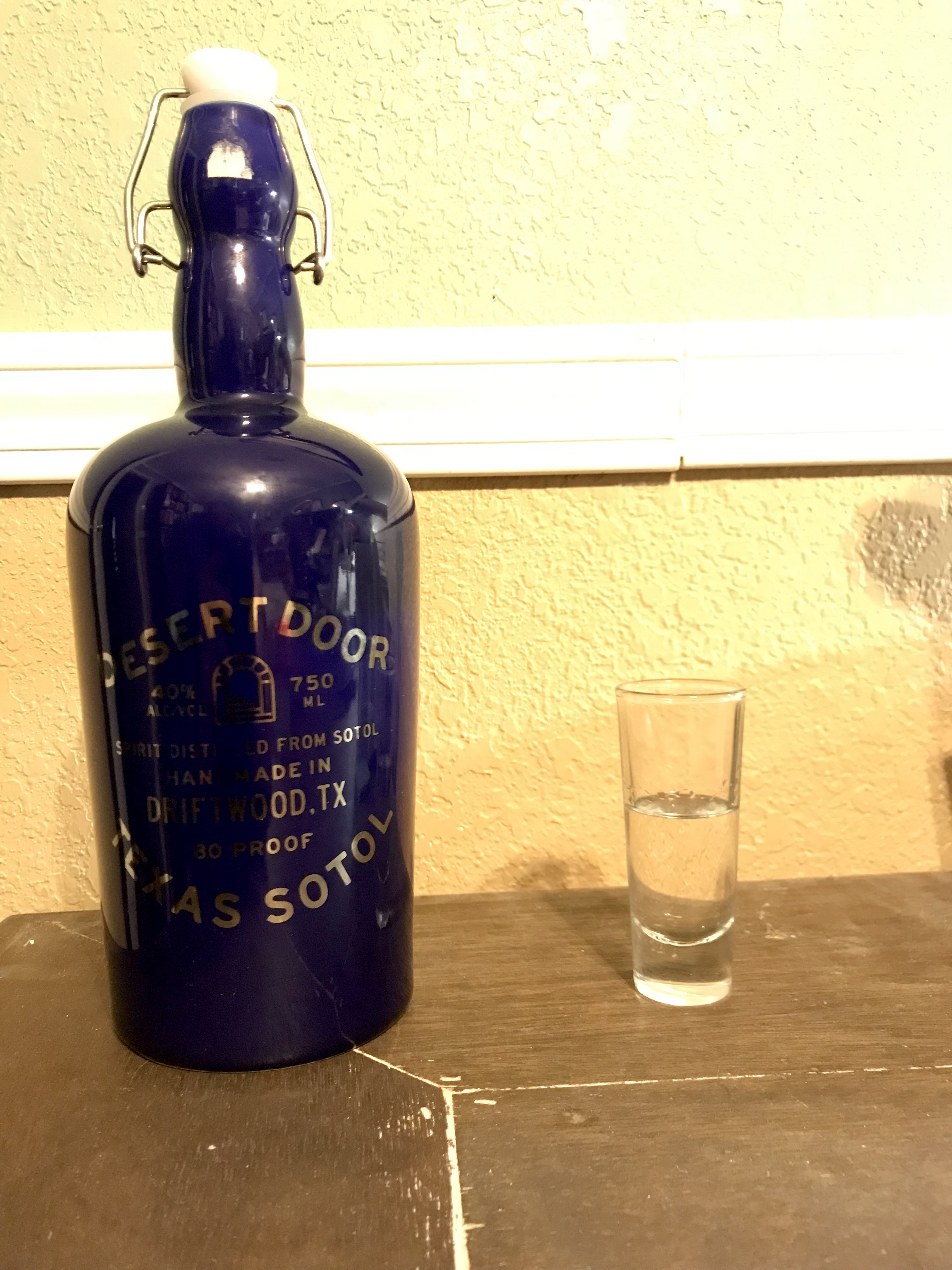
Техас Сотол

Сотол — дистиллированный алкогольный напиток мексиканского происхождения, напоминает текилу. Производится из растений семейства спаржевых рода дазилирион. Наиболее часто при производстве могут быть использованы Дазилирион Уилера (Dasylirion wheeleri), Dasylirion durangense, Dasylirion cedrosanum и Dasylirion leiophyllum, реже с Dasylirion texanum и Dasylirion lucidum (известный как «ложка пустыни» или, по-испански, сотол, сэркей, кухарилла или пальмилла). Разные сорта дазилириона произрастает в пустыне Чиуауа, на севере Мексики, а также в Американских штатах Нью-Мексико, Аризона, в западных и центральных регионах Техаса.

Сотол считается «официальным» напитком Мексиканских штатов Чиуауа, Дуранго, и Коауила. С 2002 года производство сотола защищено одноимённым Наименованием места происхождения товара(НМПТ), распространяющегося на территорию этих штатов. Спиртные напитки типа Сотол, но лишённые права использовать это название производятся и за пределами НМПТ. Сотол изготовленный в штате Сонора, именуется Пальмилья, произведённый в Оахаке — Кучарильо. Ликёр изготовленный в Техасе получил название Техас Сотол.
Технология производства сотола аналогична более распространенному мескалю центральной Мексики, но при использование другого сырья (Дазилириона в замен Агавы).

## История
Растения рода дазилирион потреблялись в качестве пищи, а также как сырье для производства ткани, племенами Анасази проживавшими на территории современных США и Мексики как минимум с 7000 года до н. э.. Изображение растения были найдены при археологических исследованиях долины Рио-Гранде. Предполагается, что производство сброженных алкогольных напитков на остове этого растения имеет столь же длинную историю.
Производству современного ликёра положило начало появление в Мексике метода дистилляции, привезённого с собой в XVI веке Испанские поселенцами.

## Метод производства
На производство каждой бутылки Сотола употребляется, как правило, целое растение. Дазилирион достигает нужное зрелости в возрасте 15-ти лет. Зрелое растение срезается целиком, после чего удаляются жесткие внешние листья — в дальнейшем приготовление используется лишь мягкая сердцевина. Очищенные сердцевины запекаются, перемалываются и используются как сырьё для брожения и дистилляции.

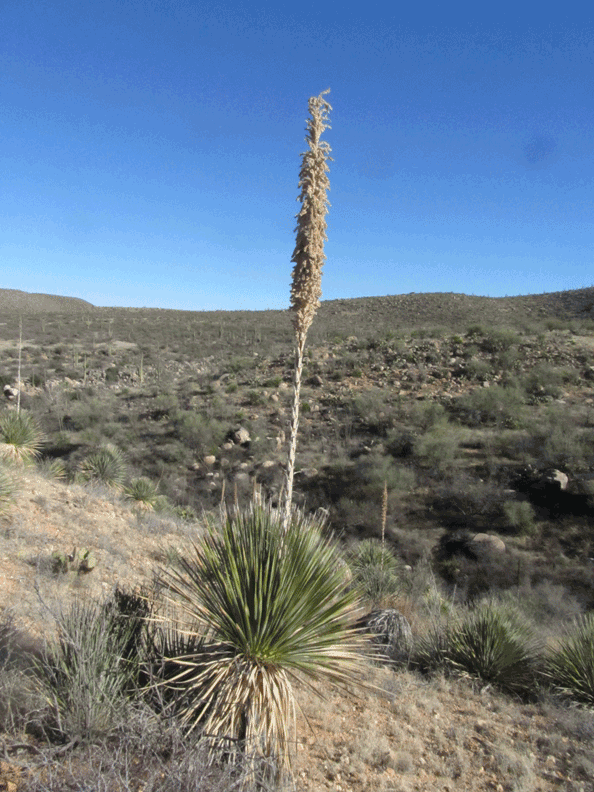
Dasylirion Wheeleri

## Типы
- Плата (Plata) — свежеизготовленный сотол, не подлежащий выдержке.
- Репосадо (Reposado) - сотол, выдержанный от нескольких месяцев до одного года
- Аньехо (Anejo) — сотол, выдержанный не менее одного года